# Gåstjärnen (Lycksele socken, Lappland, 715711-159904)
Gåstjärnen är en sjö i Lycksele kommun i Lappland och ingår i Öreälvens huvudavrinningsområde. Sjön har en area på 0,102 kvadratkilometer och ligger 470 meter över havet.

## Delavrinningsområde
Gåstjärnen ingår i det delavrinningsområde (715902-159445) som SMHI kallar för Ovan Granån. Medelhöjden är 522 meter över havet och ytan är 29,46 kvadratkilometer. Det finns inga avrinningsområden uppströms utan avrinningsområdet är högsta punkten. Granån som avvattnar avrinningsområdet har biflödesordning 3, vilket innebär att vattnet flödar genom totalt 3 vattendrag innan det når havet efter 215 kilometer. Avrinningsområdet består mestadels av skog (67 procent) och sankmarker (30 procent). Avrinningsområdet har 0,15 kvadratkilometer vattenytor vilket ger det en sjöprocent på 0,5 procent.